# Straparollus
Straparollus is een geslacht van uitgestorven Gastropoda, dat leefde van het Siluur tot het Perm.

## Beschrijving
Deze buikpotige had een afgeplatte, zwak versierde, kegelvormige schaal met een brede, centrale verdieping met ronde tot driehoekige windingen. De diameter van de schaal bedroeg circa vijf centimeter.

## Soorten
- S. acuminatus †  Fryda 1998
- S. aequalis †  Sowerby 1815
- S. ammon † White & Whitfield 1862
- S. ammonitiformis † Etheridge jr. 1902
- S. arcturus † Yancey 1969
- S. ater † Spitz 1907
- S. bicavatus † Spriestersbach 1942
- S. brevis † Yoo 1994
- S. calyx † Phillips 1836
- S. clymenioides † Hall 1860
- S. complanans † Perner 1903
- S. daphne † Billings 1865
- S. davidi † Dun & Benson 1920
- S. devonoaltus † Heidelberger & Bandel 1999
- S. dionysii †  de Montfort 1810
- S. expectans †  Perner 1907

- S. filifora †  Perner 1903
- S. fragilis †  Perner 1903
- S. hecale †  Hall 1876
- S. heliciformis † de Koninck 1881
- S. hippolyta †  Billings 1865
- S. honoratus †  Perner 1903
- S. incongruens †  Perner 1903
- S. ineptus †  de Koninck 1881
- S. inops † Hall 1876
- S. kokeni †  Spitz 1907
- S. leptoni † Tassell 1982
- S. levigatus † Léveillé 1835
- S. lonemountainensis † Blodgett & Johnson 1992
- S. macromphalus † Winchell 1863
- S. magnus † Kurushin 1986
- S. marylandicus † Clarke & Swartz 1913

- S. multispina † Sandberger & Sandberger 1855
- S. paullulus † Koken & Perner 1925
- S. perlongus †  Perner 1903
- S. planodiscus †  Hall 1860
- S. planorbiformis †  de Koninck 1881
- S. planus † Heidelberger 2001
- S. portlandensis † Fenton & Fenton 1924
- S. quadrivolvis †  Hall 1856
- S. rudis †  Hall 1876
- S. spergenensis †  Hall 1856
- S. turritus † Sandberger & Sandberger 1855
- S. vermis † Whidborne 1896
- S. volnovachensis † Zernetskaya 1967
- S. australis † Maxwell 1961
- S. subdionysii † Maxwell 1961